# Bourama Mariko
Bourama Mariko (ur. 29 listopada 1979) – malijski judoka. Olimpijczyk z Aten 2004, gdzie odpadł w eliminacjach, w wadze lekkiej.
Uczestnik mistrzostw świata w 1997, 1999, 2001, 2003 i 2007 i Pucharu Świata w 1999, 2000, 2001, 2007 i 2008. Brązowy medalista igrzysk afrykańskich w 1999. Piąty na mistrzostwach Afryki w 2001 roku.

## Letnie Igrzyska Olimpijskie 2004
| Konkurencja | Eliminacje             | Klas. końcowa |
| Konkurencja | Przeciwnik 1           | Miejsce       |
| ----------- | ---------------------- | ------------- |
| 73 kg       | Claudiu Baștea (ROU) P | 1 runda.      |